# 天塩防災
天塩防災（てしおぼうさい）は、北海道天塩郡天塩町字オヌプナイから同郡幌延町元町に至る延長13.0 km（キロメートル）の国道40号の防災対策事業である。

## 概要
天塩防災は、耐震性能が不足する天塩大橋を架け替えるとともに、冬季の視程障害の低減を図り、安全な通行確保を目的とした延長13.0 kmの防災対策事業である。事業区間では中央分離帯を有する2車線に拡幅され、終点側ではバイパスを建設し一般国道に接続されていなかった幌富バイパスに接続する。
天塩大橋と2023年（令和5年）9月21日の開通区間は、1987年（昭和62年）3月30日に廃止された日本国有鉄道（国鉄）羽幌線の廃線跡を一部転用したもので、防雪林も羽幌線時代のものが活用されている。
幌富バイパスに接続する幌延町幌延 - 幌延IC間の延長1.8 kmは自動車専用道路として開通した。

### 路線データ
- 起点 - 北海道天塩郡天塩町字オヌプナイ
- 終点 - 北海道天塩郡幌延町元町（幌延インターチェンジ）
- 路線延長 - 13.0 km
- 車線数 - 2車線
- 幅員
  - 有効幅員 - 13.50 m
  - 車道 - 2×3.50 m
  - 中央分離帯 - 2.00 m
  - 歩道 - 両側2.25 m
- 規格 - 第3種第2級
- 設計速度 - 60 km/h
- 事業主体 - 国土交通省北海道開発局留萌開発建設部・稚内開発建設部

### 整備区間
国道40号を4つの区間に分けて整備しており、区間は途切れているところと連続しているところがある。
1. 天塩郡天塩町字オヌプナイ～天塩郡天塩町字オヌプナイ : 1.3km 事業中
2. 天塩郡天塩町字オヌプナイ～天塩郡天塩町字サクカヘシ : 8.3km 事業中
3. 天塩郡天塩町字ウブシ～天塩郡幌延町字幌延 : 1.6km  一般道 2020年（令和2年）10月30日開通済み
4. 天塩郡幌延町字幌延～天塩郡幌延町元町 : 1.8km 自動車専用道路 2023年（令和5年）9月21日開通済み

## 歴史
天塩防災は2008年度（平成20年度）に事業化され、2010年度（平成22年度）に着工した。以来、耐震性能の不足などの問題がある天塩大橋の架替えを優先的に進め、2020年（令和2年度）10月30日に天塩大橋新橋を含む天塩郡天塩町字ウブシ - 天塩郡幌延町字幌延間の延長1.6 kmが開通した。
2021年（令和3年）4月27日に北海道開発局により防災・減災、国土強靭化に向けた道路の5か年対策プログラム（北海道ブロック版）が策定され、2023年度（令和5年度）に幌延町幌延 - 幌延IC間延長1.8 kmが開通予定であることが公表、2023年（令和5年）9月21日に同区間が自動車専用道路として開通した。

## 路線状況

### 主要構造物
- 赤川橋（仮称）
- 基線橋（仮称）
- 天塩大橋（天塩川）
- 幌延IC橋（仮称）

## 地理

### 通過する自治体
- 北海道
  - 天塩郡天塩町 - 幌延町

### 交差する道路
- 北海道道551号円山天塩停車場線
- 国道232号
- 国道40号（現道）
- 北海道道121号稚内幌延線
- 幌富バイパス（幌延インターチェンジ）